# Prince William Sound
Prince William Sound (Sugpiaq: Suungaaciq) er et sund i Alaskagolfen på sydkysten af den amerikanske stat Alaska. Det ligger på den østlige side af Kenai-halvøen. Dens største havn er Valdez, ved den sydlige ende af Trans-Alaska Pipeline System. Andre bosættelser ved sundet, som indeholder mange små øer, er Cordova og Whittier og de indfødte landsbyer Chenega og Tatitlek.

## Historie
James Cook gik ind i Prince William Sound i 1778 og kaldte det oprindeligt Sandwich Sound efter sin protektor Earl of Sandwich. Senere samme år blev sundet omdøbt fot at ære George III's tredje søn, prins William Henry, dengang 13 år gammel og tjente som søkadet i Royal Navy.
I 1790 kom den spanske opdagelsesrejsende Salvador Fidalgo ind i sundet og navngav mange af dens steder. Nogle steder i sundet bærer stadig de spoanske navne, f.eks. Port Valdez, Port Gravina eller Cordova, hvor Salvador Fidalgo selv landede, og tog landet i besiddelse i den spanske konges navn.
I 1793 grundlagde Alexander Andreyevich Baranov havnen Voskresenskii, nutidens Seward, på den sydlige kant af sundet, et sted han kaldte Chugach Bay. Det tre-mastede skib, Phoenix, blev bygget der, og var det første skib bygget af russerne i Amerika .
Annie Montague Alexander ledede en ekspedition gennem sundet i 1908. 

### Tsunami 1964
En tsunami den 27. marts 1964, der var et resultat af jordskælvet langfredag, dræbte en række landsbyboere i Chugach i kystlandsbyen Chenega og ødelagde byen Valdez. Med en varighed på fire minutter og otteogtredive sekunder er jordskælvet på 9,2 megathrust fortsat det kraftigste jordskælv, der er registreret i nordamerikansk historie, og det næstmest kraftige jordskælv, der er registreret i verdenshistorien. I Prince William Sound var der ved Port Valdez et massivt undervandsskred, hvilket resulterede i 32 menneskers død mellem sammenbruddet af Valdez byhavn og dokker og inde i det skib, der lå til kaj der på det tidspunkt. I nærheden ødelagde en 8,2 meter høj tsunami landsbyen Chenega og dræbte 23 af de 68 mennesker, der boede der; overlevende løb ud af bølgen og klatrede til højt terræn. Tsunamier efter jordskælvet ramte Whittier, Seward, Kodiak og andre samfund i Alaska, såvel som mennesker og ejendom i British Columbia, Washington, Oregon og Californien. Jordskælvet dannede to typer tsunamier i subduktionszonen. Der var en tektonisk tsunami udover omkring 20 mindre og lokale tsunamier. Disse mindre tsunamier blev blev dannet af undersøiske- og underjordiske jordskred, og var ansvarlige for størstedelen af tsunamiskaderne. Tsunamibølger blev noteret i over 20 lande, herunder Peru, New Zealand, Papua Ny Guinea, Japan, Mexico og Antarktis. Den største tsunamibølge blev registreret i Shoup Bay, Alaska, med en højde på omkring 67 meter.

### Exxon Valdezs grundstødning 1989
Den 24. marts, 1989 grundstødte olietankeren Exxon Valdez på Bligh Reef , hvilket medførte et stort olieudslip og massiv skade på miljøet, herunder drab på omkring 250.000 havfugle, næsten 3.000 havoddere, 300 spættede sæler, 250 hvidhovedede havørne og op til 22 spækhuggere Det anses for at være blandt de værste menneskeskabte miljøkatastrofer. Valdez-udslippet er det næststørste i amerikanske farvande, efter Deepwater Horizon-olieudslippet i 2010, målt i frigivet volumen. Olien, der oprindeligt blev udvundet ved Prudhoe Bay Oil Field, ramte til sidst 2.100  km) kystlinje, hvoraf 320 km var stærkt eller moderat forurenet. Man forsøgte at fjerne det med kemiske opløsningsmidler, men der var tvivl om effekten og deres giftighed. Grundejere, grupper af fiskere og bevaringsorganisationer satte spørgsmålstegn ved brugen af kemikalier på hundredvis af kilometer fra kystlinjen, når andre alternativer kunne have været tilgængelige. Fordi Prince William Sound indeholdt mange klippefyldte bugter, hvor olien blev samlet, blev det besluttet at fortrænge den med varmt vand under højt tryk. Dette fortrængte og ødelagde imidlertid også de mikrobielle populationer på kystlinjen; mange af disse organismer (f.eks. plankton) er grundlaget for den kystnære marine fødekæde, og andre (f.eks. visse bakterier og svampe) er i stand til at lette den biologiske nedbrydning af olie. På det tidspunkt ville både videnskabelig rådgivning og offentligt pres rense alt, men trods de omfattende oprydningsforsøg blev mindre end ti procent af olien genvundet.
I maj 2020 annoncerede et team af forskere, at en vis milelang skråning på Barry Arm- fjorden i Prince William Sound sandsynligvis ville udløse en katastrofal tsunami inden for de næste to årtier, eller muligvis endda inden for de næste tolv måneder. Forskerne advarede om, at deres analyse endnu ikke var blevet peer-reviewed. Alaska Department of Natural Resources udsendte efterfølgende en advarsel om, at "et stadig mere sandsynligt jordskred kunne generere en bølge med ødelæggende virkninger på fiskere og rekreationalister". 

## Geografi
Det meste af landet omkring Prince William Sound er en del af Chugach National Forest, den næststørste nationale skov i USA. Prince William Sound er omkranset af de stejle og gletsjerrige Chugach-bjerge. Kystlinjen er snørklet med mange øer og fjorde, hvoraf flere indeholder tidevandsgletsjere. De vigtigste barriereøer, der danner sundet, er Montague Island, Hinchinbrook Island og Hawkins Island.